# Jambalaya (Hank-Williams-Lied)
Jambalaya (on the Bayou) [ˌdʒæm.bə.ˈlaɪə] (Anhörenⓘ) ist ein  Cajun-Song, der 1952 durch den Country-Musik-Sänger Hank Williams populär wurde. Seine Version belegte wochenlang Platz eins der Country-Charts und konnte sich auch in der Pop-Hitparade platzieren. Der Begriff Jambalaya bezeichnet eines der bekanntesten Gerichte der Cajun-Küche.

## Entstehungsgeschichte
Der Song basiert auf dem französischsprachigen Cajun-Song Gran’ Texas von Fiddler Chuck Guillory & The Rhythm Boys aus dem Jahr 1948. Er wurde im September 1948 in New Orleans mit der Besetzung Chuck Murphy Guillory (Fiddle), Jimmy C. Newman (Rhythmusgitarre), Julius „Papa“ Cairo (Gesang, Steelgitarre), Herman Durbin (Piano), Pete Duhon oder Howard Thiboudeaux (Bass) und Curzy „Pork Chop“ Roy (Schlagzeug) aufgenommen und bei Modern Records (#612) veröffentlicht. Als Komponisten sind die 1933 gegründeten Hackberry Ramblers bei BMI registriert, nämlich James Glen Croker (Piano), Luderin Darbone (Fiddle), Edwin Duhon (Akkordeon), John A. Faulk (Bass) und Benjamin F. Sandmel (Schlagzeug).
Der Originaltext handelt von einer verlorenen Liebe, die von Louisiana in das „große Texas“ abreist. Das „große Texas“ erfüllt dabei die Rolle des exotischen Anderswo und war in Louisiana umgangssprachlich gebräuchlich. Papa Cairo nahm den Titel 1951 als Big Texas in einer englischen und einer französischen Fassung bei Feature Records (#1049) auf; diese Komposition ist für Jimmy C. Newman über den Musikverlag Shelby Singleton Music Inc. registriert. Alle diese Versionen konnten sich nicht in den Hitparaden platzieren und wurden lediglich in Louisiana bekannt.

## Hank Williams

Hank Williams – Jambalaya

Country-Star Hank Williams konnte bereits sechs Tophits in der Country-Hitparade und sieben Millionenseller vorweisen, bevor er im Juni 1952 in Nashville Jambalaya / Window Shopping aufnahm. Er benutzte jedoch nicht den Text des Originals, sondern er soll zusammen mit dem nicht urheberrechtlich registrierten Moon Mullican den mit Gerichten der Cajun-Küche und französischen Wörtern durchsetzten Text verfasst haben.

„Jambalaya and a Crawfish Pie and Filé Gumbo. ’Cause tonight I’m gonna see ma cher ami-o. Pick guitar, fill fruit jar and be gay-o, son-of-a-gun we’ll have big fun on the bayou.“

Seine Drifting Cowboys Jerry Rivers (Fiddle), Sammy Pruett (E-Gitarre), Eddie Hill (Rhythmusgitarre), Don Helms (Steelgitarre), Ernie Newton und Cedric Rainwater (Bassgitarre) begleiteten ihn bei der Aufnahme, verstärkt durch die Musikproduzenten Fred Rose und Owen Bradley (Piano).

### Veröffentlichung und Erfolg
Nachdem die Single im Juli 1952 veröffentlicht worden war, erreichte sie im September 1952 den ersten Platz der amerikanischen Country-Charts, auf dem sie für 14 Wochen blieb. Papa Cairo behauptete, dass Williams den Song gestohlen habe, weil ihn das Etikett als alleinigen Verfasser ausweist. Unterstützt durch ein intensives Airplay entwickelte sich Jambalaya zum achten Millionenseller für Hank Williams. Der Country-Hit wurde durch Platz 20 in der Pop-Hitparade auch zu einem frühen Crossover-Hit und machte das Cajun-Stück einem breiteren Publikum bekannt.

## Weitere Coverversionen

Moon Mullican – Jambalaya
Jo Stafford – Jambalaya
Brenda Lee – Jambalaya

Kurz hintereinander entstanden drei Coverversionen. Pianist Moon Mullican brachte das erste Cover heraus (King #5328), aufgenommen im Juli 1952 bei Radio Recorders in Hollywood und veröffentlicht im Oktober 1952. Seine Begleitung bestand aus Jimmy Bryant (Leadgitarre), Billy Strange (Gitarre), Speedy West (Steelgitarre) und Roy Harte (Schlagzeug). Es folgte eine Popversion von Jo Stafford (aufgenommen ebenfalls im Juli 1952), die bis auf Rang drei der Pop-Charts vordrang und ebenfalls zum Millionenseller avancierte. Der Produzent Mitch Miller wollte den Song erst mit Jimmy Boyd aufnehmen, entschied sich dann jedoch für Stafford (Columbia #39838). Rex Allen folgte im August 1952, verfehlte jedoch die Charts.
Brenda Lee nahm während ihrer ersten Aufnahmesession im Alter von elf Jahren (und nicht neun Jahren, wie auf dem Etikett vermerkt) im Juli 1956 eine Rock-’n’-Roll-Version auf, die im September 1956 veröffentlicht wurde, jedoch die Charts verfehlte. Im Juni 1957 entstand mit Jimmy Dickens with the Country Boys (veröffentlicht im November 1957) wiederum eine Country-Version. Es folgte Jerry Lee Lewis (aufgenommen im März 1958; LP Jerry Lee Lewis), danach Paul Anka (ABC #10078; Dezember 1959). Gerd Böttchers erste Single vom Juli 1960 erreichte mit der deutschen Fassung Rang 34 in Deutschland, Gerhard Wendland hatte den von Kurt Feltz verfassten deutschen Text bereits 1953 als B-Seite von Der rote Bill von Golden Hill gesungen und kurz danach neu als A-Seite veröffentlicht, mit der er Platz 28 in den Charts erreichte.
Erst Fats Domino erreichte im November 1961 mit Platz 30 in der Pophitparade wieder die Charts; seine Version orientiert sich stark am komplexen Arrangement von Professor Longhair, dessen Fassung 1960 veröffentlicht worden war. Tony Sheridan with the Beat Brothers spielten 1964 eine weitere Fassung ein. Die Carpenters brachten im Mai 1973 eine Version heraus, die in den USA nur auf der LP Now and Then erschien, während sie in Europa als Single veröffentlicht wurde und im März 1974 in der britischen Hitparade Rang zwölf belegte.
Weitere Künstler, die den Song einspielten, waren unter anderem Emmylou Harris, Nitty Gritty Dirt Band, Sleepy LaBeef, Johnny Russell, John Fogerty, The Residents, Dolly Parton und Tommy Funderburk, dessen Version mit dem Film Magnolien aus Stahl bekannt wurde. Der Refrain des Songs wurde auch für das kölsche Karnevalslied der Räuber mit dem Titel Op dem Maat („Auf dem Markt“) verwendet, das im Oktober 1993 erschien. BMI zufolge gibt es insgesamt 47 Coverversionen in zahlreichen Sprachen; das Stück wurde mit einem BMI Award ausgezeichnet.